# Aglossosia janssensi
Aglossosia janssensi là một loài bướm đêm thuộc phân họ Arctiinae, họ Erebidae.